# Andrej Bolkonskij
Andrej Bolkonskij, en litterär figur som är huvudperson i Lev Tolstojs romansvit Krig och fred från 1864-1869. Bolkonskij är en furste och överstelöjtnant som dör efter slaget vid Borodino. 